# عبد الجليل عليان
عبد الجليل عليان، خطاط ومفكر وأديب وشاعر سوري، ولد في منبج عام 1966م، عضو رابطة الخطاطين السوريين، وأستاذ فن الخط في دار الأرقم الشرعية بمنبج، وهو الآن متفرغ لتخطيط المصحف الشريف.

## مشاركاته العملية والفنية
- عمل خطاطــًا في المديرية العامة للآثار والمتاحف بدمشق 1986.
- شارك في ملتقى طريق الحرير لكتابة مصحف الشام عام 2005.
- شارك في المعرض السنوي الثاني (ربيع دمشق) لفناني محافظة دمشق في المتحف الوطني بدمشق نيسان 2000.
- شارك في معرض رمضان الفني التشكيلي، صالة تشرين بحلب 2000.
- شارك في معرض الخط العربي الأول لخطاطي سورية بحلب، تحية إلى الأستاذ الخطاط إبراهيم الرفاعي عام 2004.
- شارك في معرض الخط العربي الثاني لخطاطي سورية في حلب، تحية إلى الأستاذ الخطاط محمد قنوع 2005.
- شارك بمعارض المرئي والمسموع، والتي تقام بمتحف الشارقة للفنون، منها :
  - الدورة الرابعة (التوافق والتناغم والتوازن في الخط العربي 2005).
  - الدورة الخامسة (الخط جوهر الصور) 2002.
- شارك في ملتقى الشارقة الدولي لفن الخط العربي والزخرفة، الدورة الأولى 2004.
- شارك في معارض مقتنيات حاكم الشارقة الشيخ الدكتور سلطان بن محمد القاسمي في عدد من العواصم العربية والدولية منها :
  - المعرض الفني الذي أقيم في معهد العالم العربي بباريس 2002.
  - المعرض الفني الذي أقيم طيلة صيف 2005 في عدد من المدن الأندلسية آخرها إشبيليا، حيث مدد العرض فيها شهراً كاملاً، وقد احتلت صورة لوحتة معظم واجهة القصر الملكي على/ كولاج / الإعلان العديد من معارض صاحب السّموّ في ألمانيا وغيرها.
- شارك بالمعـرض الفـني لمؤتمر التنمية الإدارية، جامعة الدول العربية، القاهرة 2001.
- شارك في معرض الخطـاطين السـوريين الفائزين بالمسابقات الدولية والذي أقامه مركز الأبحـاث للتـاريخ والفنون والثقـافة الإسـلامية (أرسيكا) التابع لمنظمة المؤتمر الإسلامي، اللجنـة الدوليـة للحفاظ على التراث الحضاري الإسلامي بإسطنبول 2003.
- شارك في الملتقى الدولي الثاني للخط والزخرفة الإسلامية في طهران 2003.
- شارك بمعرض الأسبوع الثقافي السوري في الصين بكين 2004م. وغيره من معارض الأسابيع الثقافية السورية في العواصم العربية والدولية.
- شارك في ملتقى خطاطي وخطاطات المصحف الشريف بالمدينة المنورة 2011.

## الجوائز والتكريم
- حاصل على الجائزة الأولى بخط الديواني الجلي في مسابقة عبد الحميد الكاتب الأولى للخط العربي بالرقة 2002م.
- الجائزة الثانية بالجلي الديواني في مسابقة عبد الحميد الكاتب الثانية للخط العربي بالرقة 2003
- حاصل على جائزتين في التعليق والتعليق الجلي في مسابقة ابن البواب الدولية لفن الخط في إستانبول 1993

## المعارض التي أقامها
- أقام معرض (بوح القصب) في صالة تشرين للفنون التشكيلية بحلب 2000
- أقام معرضاً شخصياً للخط العربي بمنبج / 2001
- أقام معرضاً شخصياً للخط العربي في الخفسة 2003

## أعماله المقتناة
اقتنيت العشرات من أعماله الفنية، في وزارة الثقافة السورية، ومتحف الشارقة للفنون، واللجنة الدولية للحفاظ على التراث الحضاري الإسلامي (إستانبول/ إرسيكا).
إلى جانب المئات من تصاميم الشعارات وآلاف الأسماء في سورية وخارجها، وكتابة عدد
من الدواوين الشعرية، وعشرات الأغلفة والعناوين، في الطباعة والنشر والإعلان، إضافة إلى العديد من الألواح الخطية الفنية في المساجد، والبيوتات والمحالّ. وله مشاركات واسعة في منبج، وحلب، وادلب، والرقة، ودمشق.

## اسهاماته الفكرية
له عدة تراجم منها: 
1. ترجمته في معجم البابطين للشعراء العرب المعاصرين، الكويت 1995.
2. معجم أدباء حلب في القرن العشرين، دار الثريا بحلب 2004.
3. معجم الخطاطين العرب المعاصرين، الكويت.

## تلاميذه
له عدد من التلاميذ المبدعين الذين تفوقوا في مجال الخط العربي أمثال الخطاط حيـدر المحمّـد، وأخيه الخطاط عبد الباسط عليان، في منبج، وغيرهـم في حلب ودمشق.